# Stanisław Horak
Stanisław Horak (ur. 4 września 1925 w Tarnopolu, zm. 10 września 1990 w Bytomiu) − polski poeta i prozaik. Nosił pseudonim Stanisław Zborowicz.

## Życiorys
Ukończył liceum ogólnokształcące. W okresie okupacji był żołnierzem Armii Krajowej. W latach 1944–1950 był oficerem ludowego Wojska Polskiego. Od 1949 roku należał do PZPR. Od 1950 roku mieszkał w Bytomiu. Debiutował w 1955 roku na łamach "Dziennika Zachodniego" jako poeta. W latach 1956–1959 pracował w dziennikarstwie. W latach 1960–1964 pełnił funkcję dyrektora Miejskiego Domu Kultury w Bytomiu. W latach 1964–1975 był kierownikiem literackim Operetki Śląskiej.

## Odznaczenia
Odznaczony Krzyżem Kawalerskim Orderu Odrodzenia Polski, Złotym i Brązowym Krzyżem Zasługi Krzyżem Partyzanckim, Medalem Zwycięstwa i Wolności 1945, Medalem Za udział w walkach o Berlin i Odznaką Zasłużony Działacz Kultury.

## Twórczość

### Tomiki poezji
- Czerwona latarnia (1957)
- Jesień zaczyna się w nocy (1961)
- Państwo róży (1964)
- Listopadowe sady (1965)
- Okolica wiecznych burz (1968)
- Liryki. Poezje wybrane (Wydawnictwo Śląsk, Katowice 1972)
- Samorzeźby (1987)
- Arrasy. Złoty ul (1990)
- Studium ciszy (2000, wybór wierszy, red. Marcin Hałaś)

### Powieści
- Pustelnia (Wydawnictwo Śląsk, Katowice 1968)
- Pole chwały (1971)
- Ostatni las (Wydawnictwo Śląsk, Katowice 1974)
- Koronacja (Wydawnictwo Śląsk, Katowice 1976)
- Twierdza (Wydawnictwo Śląsk, Katowice 1979)
- Cena ciszy (Wydawnictwo Śląsk, Katowice 1980)
- Muzeum (Wydawnictwo Śląsk, Katowice 1981)
- Lipiec przed sierpniem (Wydawnictwo Śląsk, Katowice 1985)
- Osiemdziesiąty rok (Wydawnictwo Śląsk, Katowice 1985)